# 18043 Laszkowska
18043 Laszkowska este un asteroid din centura principală de asteroizi.

## Descriere
18043 Laszkowska este un asteroid din centura principală de asteroizi. A fost descoperit pe 7 septembrie 1999 la Socorro, New Mexico, în cadrul proiectului LINEAR. Asteroidul prezintă o orbită caracterizată de o semiaxă mare de 2,91 ua, o excentricitate de 0,08 și o înclinație de 3,1° în raport cu ecliptica.